# Bokoro
Bokoro (en àrab بوكورو, Būkūrū) és una ciutat del Txad. La ciutat es comunica amb l'exterior per l'aeroport de Bokoro.

## Demografia
|      | Població |
| ---- | -------- |
| 1993 | 10 841   |
| 2009 | 18 262   |